# NGC 4318
NGC 4318 (другие обозначения — UGC 7446, ARAK 359, MCG 2-32-15, VCC 575, ZWG 42.59, ZWG 70.33, PGC 40122) — эллиптическая галактика (E) в созвездии Дева.
Этот объект входит в число перечисленных в оригинальной редакции «Нового общего каталога».
В 1984 году в Аресибо было сообщено об обнаружении излучения нейтрального водорода вблизи галактики, однако дальнейшее изучение показало, что NGC 4318 является галактикой с низким содержанием газа, а зафиксированное излучение было целиком связано с соседней богатой газом карликовой галактикой VCC 566.